# Raszyd Nurgalijew
Raszyd Gumarowicz Nurgalijew (ros. Рашид Гумарович Нургалиев; ur. 8 października 1956 w Dżetygarze, Kazachska SRR) – radziecki i rosyjski funkcjonariusz służb specjalnych, działacz państwowy, polityk, minister spraw wewnętrznych Federacji Rosyjskiej w latach 2004-2012

## Życiorys
Pochodzi z rodziny tatarskiej.
Po ukończeniu w 1979 studiów w Uniwersytecie Państwowym im. O. W. Kuusinena w Pietrozawodsku przez dwa lata pracował jako nauczyciel fizyki w szkole we wsi Nadwojcy w Karelskiej ASRR.
W 1981 rozpoczął służbę w organach Komitetu Bezpieczeństwa Państwowego Karelskiej ASRR, gdzie pełnił funkcje kolejno: oficera operacyjnego wydziału rejonu kalewalskiego i wydziału miejskiego w Kostomukszy, naczelnika wydziału rejonu miedwieżjegorskiego oraz szefa wydziału ds. walki z terroryzmem Republiki Karelia.
Od 1995 pracował w centralnych organach Federalnej Służby Kontrwywiadu, a następnie Federalnej Służby Bezpieczeństwa. Był głównym inspektorem zarządu organizacyjno-inspektorskiego i kierownikiem wydziału zarządu bezpieczeństwa własnościowego.
W latach 1998–1999 kierował wydziałem Głównego Zarządu Kontroli w administracji Prezydenta Rosji. Następnie ponownie pracował w FSB: od 1999 był naczelnikiem zarządu ds. walki z przemytem i handlem narkotykami w Departamencie Bezpieczeństwa Ekonomicznego, a później zastępcą dyrektora FSB i naczelnikiem zarządu inspektorskiego.
W 2002 został powołany na stanowisko pierwszego zastępcy ministra spraw wewnętrznych odpowiedzialnego za pracę milicji kryminalnej, walkę z przestępczością zorganizowaną, handlem narkotykami oraz terroryzmem. 9 marca 2004 objął kierownictwo resortu spraw wewnętrznych.
10 kwietnia 2010 roku, decyzją premiera Władimira Putina, został jednym z członków specjalnej rosyjskiej komisji rządowej do zbadania przyczyn katastrofy polskiego Tu-154 w Smoleńsku.
Został przewodniczącym rady powierniczej Federacji Hokeja Rosji.